# Hedge Fund Homeboys
Hedge Fund Homeboys es el título del tercer episodio de la primera temporada de la serie televisiva estadounidense Castle, transmitida por la cadena ABC. El episodio fue estrenado el 23 de marzo de 2009. En España fue traducido a "El chico de los bonos de basura" y se estrenó el 4 de marzo de 2010, el mismo día de estreno del segundo episodio en Estados Unidos.
Es el tercer episodio de la serie.

## Referencia en el título
El caso de este episodio trata acerca de unos jóvenes estudiantes de familias adineradas que comienzan a apartar de su grupo a uno de ellos cuando sus padres pasan por problemas económicos.

## Sinopsis
El cadáver de un chico aparece flotando en una de las barcas del lago de Central Park. Así que Castle y la agente Beckett intentan averiguar quién es el culpable. Para ello, interrogan a los amigos y compañeros del colegio privado del joven. Lo primero que descubren es que la víctima tenía problemas de drogas y traficaba en el parque. Sin embargo, las piezas empiezan a no encajar. Tendrán que replantearse el caso ya que todos podrían ser culpables.

## Reparto principal
- Nathan Fillion como Richard Castle.
- Stana Katic como Kate Beckett.
- Ruben Santiago-Hudson como Roy Montgomery.
- Jon Huertas como Javier Esposito.
- Seamus Dever como Kevin Ryan.
- Tamala Jones como Lanie Parish.
- Molly Quinn como Alexis Castle.
- Susan Sullivan como Martha Rodgers.

## Datos
- Título original: Hedge Fund Homeboys
- Título en España: El chico de los bonos de la basura
- Escrito por: David Grae
- Dirigido por: Rob Bowman
- Audiencia en Estados Unidos: 9.81 millones de espectadores
- Emisión original:' 23 de marzo de 2009
- Emisión en España: 4 de marzo de 2010
- Duración: 41 minutos

- Datos: Q51206498